# パブリックチャンネル
有限会社パブリックチャンネル（英: PUBLIC CHANNEL）は、日本の芸能事務所。福岡県福岡市にて1996年創業。

## 概要
1996年の創業当時は「ハイビーム」というアーティスト集団であったが2000年に法人化、「パブリックチャンネル」と改名し事業として多様化して行った。
主にタレント・アーティストのプロデュース、また音楽制作や映像制作を行なっている。

## 主な所属タレント
- 有門正太郎[6]
- 田坂哲郎
- 坪内守[7]
- 鶴賀皇史朗
- 中嶋さと[8]
- 中山ヨシロウ[9]
- 村上差斗志[10]

## 制作

### 映像
- 映画「6600ボルト」監督：下本地崇[11][12]
- 映画「雲旅」監督：下本地崇[13][14][15]
- 短編映画「ROCK'N'ROLL CIRCLE」[16]
- YouTube「TRAVEL HIGH CHANNEL」

### 音楽
- SQ / キオクノニワ CDアルバム[17][18]
- 山部善次郎 / 少しだけ優しく CDアルバム[19][20]
- 山善&鬼平BAND / TRUMP CDアルバム[21][22]
- 下本地崇 / ドクソウシネマ CDアルバム[23][24]

### 映画製作・配給
- 映画「6600ボルト」 2015年劇場公開[25]
- 映画「雲旅」2022年劇場公開[26]